# Renato Pozzetto
Renato Pozzetto es un actor, director, comediante y cantante italiano, nacido el 25 de marzo de 1940 en Milán, Lombardia, Italia,  ganador del Nastro d'argento y del David de Donatello.

## Biografía
Nació en una familia de clase trabajadora de Milán y se crio en la ciudad de Gemonio, en la Provincia de Varese. En 1964 él y su amigo de la infancia Cochi Ponzoni formaron el dúo cómico Cochi y Renato, que hizo su debut en el Derby Club en Milán. La pareja se dio a conocer por primera vez a finales de 1960 gracias a los programas de variedades por televisión Quelli della domenica (1968) y È domenica, ma senza impegno (1969). Cochi e Renato eran también muy activos como cantautores humorísticos (a menudo con la colaboración de Enzo Jannacci), y obtuvieron varios éxitos comerciales; la canción más exitosa fue "E la vita vita", que alcanzó el primer lugar en las listas de éxitos italianas en 1974. La pareja comenzó a resquebrajarse en 1974, cuando Pozzetto empezó a dedicarse al cine a tiempo completo.
Pozzetto hizo su debut cinematográfico en Para amar a Ofelia, y por su actuación ganó un Nastro d'argento para actor revelación. En 1975 ganó un David de Donatello especial "para el nuevo tipo de humor que expresa en sus actuaciones." al mejor actor revelación. Debutó como director en 1978, con la película Saxofone. Fue uno de los más exitosos actores de comedia italiana en la década de 1980. Después de una larga separación, reformada el dúo en la década de 2000 para una serie de proyectos de televisión y prácticas.

## Filmografía seleccionada
- 1974: Para amar a Ofelia
- 1974: Giovanna la incorruptible
- 1975: El patrón y el obrero
- 1975: Los signos del zodíaco
- 1975: La ronda del placer
- 1976: La carrera de una doncella
- 1976: Sturmtruppen ¡Jo, qué guerra!
- 1976: Oh, Serafina!
- 1977: Sólo Dios sabe la verdad
- 1977: Ecco noi per esempio...
- 1979: Días de amor y venganza
- 1979: La patata caliente
- 1980: Infarto para un Don Juan
- 1980: Azúcar y miel
- 1980: Yo soy fotogénico
- 1981: Dos primos y un destino
- 1981: Ninguno es perfecto
- 1981: Culo y camisa
- 1982: La casa embrujada
- 1982: Ricas, riquísimas...
- 1982: Porca vacca
- 1983: Questo e quello
- 1983: Un pobre rico
- 1984: Il ragazzo di campagna
- 1985: Tú eres peor que yo
- 1986: Grandi magazzini
- 1987: Cuando fui mayor
- 1990: Le comiche
- 1996: Papà dice messa
- 2009: Oggi sposi
- 2015: Ma che bella sorpresa